# Torrecilla de la Abadesa (kommunhuvudort)
Torrecilla de la Abadesa är en kommunhuvudort i Spanien.   Den ligger i provinsen Provincia de Valladolid och regionen Kastilien och Leon, i den centrala delen av landet, 170 km nordväst om huvudstaden Madrid. Torrecilla de la Abadesa ligger 676 meter över havet och antalet invånare är 320.
Terrängen runt Torrecilla de la Abadesa är platt. Runt Torrecilla de la Abadesa är det glesbefolkat, med 16 invånare per kvadratkilometer. Närmaste större samhälle är Tordesillas, 7,4 km öster om Torrecilla de la Abadesa. Trakten runt Torrecilla de la Abadesa består till största delen av jordbruksmark.